# 七尋女房
七尋女房（ななひろにょうぼう、ななひろにょば、ななひろにょうば）または七尋女（ななひろおんな）、七丈女(ななたけおんな)は、島根県東部（出雲地方、隠岐地方）、鳥取県中西部（伯耆地方）に伝わる妖怪

。名称の尋とは尺貫法における長さの単位であり、七尋女房はその名の通り身長または首が7尋（約12.6メートル）もある巨大な女性の妖怪といわれ、土地によって様々な伝承がある。

## 概要
- 隠岐諸島の中ノ島にある島根県隠岐郡海士町では、七尋女房が山道を行くものに様々な怪異をなしたといわれるが[1]、織田信長の時代の以下のような伝説がある。ある男が馬に乗って道を行く途中、何者かが石を投げつけてきた。そこで刀を手にしてそちらへ向かうと、巨大な七尋女房が立ち塞がっていた。七尋女房は気味悪く笑ったかと思うと、川下で洗濯をしようとした。そこで男はやり過ごすと見せかけ、刀で斬りつけた。七尋女房は顔に傷を負って飛び上がり、そのまま石と化した。この男の子孫とされる海士町西地区の中畑という家では、その伝説にまつわる刀と馬具が家宝とされていたという[3]。また、海士町日ノ津の山道にある奇石・女房ヶ石はこの七尋女房が石化したものといわれ[1]、高さ6メートル、幅3メートルもあり[4]、しかも少しずつ大きくなっているといわれる[3]。
- また海士町では七尋女房は七尋女婆（ななひろにょうば）とも呼ばれており、あるときに布施村に住む庄屋が馬に乗って石仏道を進んでいたところ、七尋女婆が髪を振り乱して現れたので、刀で斬りつけたところ七尋女婆は消え、そばにあった石仏の首がなくなっており、肩口に斬られた跡があったという[4][5]。
- 島根町（現・松江市）では、浜地区の境の山から海岸の島にまたがって七尋女房が現れ、長い髪を垂らし、黒い歯をむき出し、道を行く人に笑いかけたという[3]。
- 安来市の七尋女房はたいへん美しく、7尋もの長い衣を引きずって物乞いをして歩いていたという。現在でも同市内の本田藪付近には乙御前の塚という塚があり、七尋女房にまつわるものといわれる[3]。
- また鳥取の七尋女房は東伯郡赤碕町（現・琴浦町）梅田に現れ、青白い顔に長い髪を垂らし、悲しそうな声で「小豆三升に米三合、御れい様には米がない」と歌いながら米を研いでいたという。小豆を研ぐ音をたてたという説もある[3]。
- 鳥取の州川崎では七尋女といい、桜の古木の下に、首が7尋も伸びる妖怪が現れたという。戦国時代の伝説によれば、おみさという女性がある男性と愛し合っていたが、彼には親が決めた婚約者がいたことから、それを悲嘆して日野川の淵に身を投げて蛇身の淵の主となった。しかし洪水で住処の淵が埋まったため、陸に上がってカシの木に姿を変えた。これが日野郡江府町にある県指定天然記念物・七色樫（なないろかし）で[6]、七尋女の正体はこのおみさとも噂されたという[7]。
- 明治時代となっても七尋女房の話はあり、島根町立加賀小学校（現・廃校）の前の川に遊びに行った子供の前に身長1メートルほどの女が現れ、「あはは」と笑ったかと思うと七尋女房と化したという[3]。
- 類似した妖怪に長面妖女（ちょうめんようじょ）がある[8]。江戸時代の奇談集『三州奇談』にあるもので、顔が1丈（約3メートル）もある大女であり加賀国大聖寺（現・石川県加賀市）で津原徳斉という者が出遭ったという[9]。